# Etnocide
Etnocide is het bewust vernietigen van een cultuur. Het is gerelateerd aan genocide, maar anders dan bij genocide zijn er geen internationale wetten tegen. Etnologen zijn het nog niet eens wat de correcte omschrijving is. Het is echter (in de praktijk) altijd een meerderheid die een etnische minderheid onderdrukt en ervoor zorgt dat de cultuur verloren gaat. Dit kan gedaan worden door het verbieden van de cultuur door wetten aan te maken, zoals het verbieden van een bepaalde taal. Ook kan een bepaalde groep zoveel druk uitoefenen op de minderheid dat men de cultuur niet meer durft te uiten.